# Microrégion de Salgueiro
La microrégion de Salgueiro est l'une des quatre microrégions qui subdivisent la mésorégion du Sertão dans l'État du Pernambouc au Brésil.
Elle comporte sept municipalités qui regroupaient 157 248 habitants après le recensement de 2007.

## Municipalités
- Cedro
- Mirandiba
- Parnamirim
- Salgueiro
- São José do Belmonte
- Serrita
- Verdejante